# Шкуратово
Шкуратово (укр. Шкуратове) — село в Арбузинском районе Николаевской области Украины.
Основано в 1864 году. Население по переписи 2001 года составляло 1 человек. Почтовый индекс — 55324. Телефонный код — 5132. Занимает площадь 0,5 км².

## Местный совет
55350, Николаевская обл., Арбузинский р-н, с. Новосёловка, ул. Центральная, 35; тел. 9-34-19.